# Артурс Шиловс
Артурс Шиловс (латис. Artūrs Šilovs; 22 березня 2001, Вентспілс, Латвія) — латвійський хокеїст, воротар клубу Абботсфорд в Американській хокейній лізі, фарм-клубу НХЛ «Ванкувер Канакс». У складі збірної Латвії бронзовий призер чемпіонату світу з хокею 2023 року, його було визнано найціннішим гравцем чемпіонату.

## Ігрова кар'єра
Артурс Шиловс народився 22 березня 2001 року у Вентспілсі. Почав свою хокейну кар'єру в ризькому хокейному клубі «Рига» у вищій лізі чемпіонату Латвії. На драфті НХЛ 2019 року був обраний у 6-му раунді під загальним 156-м номером клубом «Ванкувер Кенакс», але продовжив кар'єру в «Баррі Кольтс» із хокейної ліги Онтаріо.
Дебютував за національну збірну Латвії із хокею з шайбою у товариському матчі проти команди Німеччини U-23 6 листопада 2020 року. 
У 2021 році почав грати за «Абботсфорд», зафіксувавши відсоток сейвів 0,888 для команди в 10 іграх сезону 2021—22.
15 лютого 2023 року дебютував у НХЛ за «Ванкувер Кенакс» проти «Нью-Йорк Рейнджерс»; матч закінчився перемогою «Рейнджерс» із рахунком 6:4.
На чемпіонаті світу 2023 року в Ризі та Тампере захищав ворота Латвії у всіх матчах, зігравши загалом 601 хвилину, і був визнаний одним з трьох найкращих гравців збірної Латвії на турнірі. Шиловс також був визнаний кращим воротарем турніру і найціннішим гравцем всього турніру.

## Нагороди та досягнення
- Трофей Джека А. Баттерфілда — 2025